# Gustavo Benjumea
Gustavo Adolfo Benjumea Jaramillo (nacido el 12 de enero de 1996) es un futbolista colombiano que actualmente juega como defensa en el Flamurtari Football Club de la Kategoria e Parë.

## Trayectoria

### Inicios
En 2013 fue parte del plantel del Deportes Quindío sun-20, en el 2014 paso al plantel sub-20 Atlético Huila a mitad del 2014 fue a Brasil para ser parte del plantel sub-20 del América MG.

### Deportivo Pasto
Fue anunciado como nuevo jugador de Deportivo Pasto a inicio del 2015 donde debutó como profesional en la Copa Colombia 2015 el 4 de marzo de 2015 en la victoria 2 a 0 contra el Boca Juniors de Cali en el Estadio Departamental Libertad.

### Rionegro Águilas
Fue anunciado como nuevo jugador del Rionegro Águilas a inicio del 2016. No disputó ningún partido con el club.

### Boyacá Chicó
Fue anunciado como nuevo jugador del Boyacá Chicó a inicio del 2017. No disputó ningún partido con el club.

### SU 1º de Dezembro
Fue anunciado como nuevo jugador del SU 1º de Dezembro a mitad del 2017. Jugó 3 temporadas con el club

### CO do Montijo
A mitad del 2018 fue anunciado como nuevo jugador del CO do Montijo, regresando al SU 1º de Dezembro el 1 de septiembre de 2018.

### Bogotá FC
El 21 de enero de 2021 fue anunciado como nuevo jugador del Bogotá FC. Disputó el torneo de Primera B 2021-I.

### Tigres FC
A mitad del 2021 fue anunciado como nuevo jugador de los Tigres Fútbol Club. Disputó los torneos de la Primera B 2021-II y Primera B 2022.

### Orsomarso SC
A inicio del 2023 fue anunciado como nuevo jugador del Orsomarso SC. Disputó la mitad de la Primera B 2023.

### Tauro FC
El 29 de junio de 2023 fue anunciado como nuevo jugador del Tauro FC. Debutó con el club el 21 de julio de 2023 en la derrota 3 a 0 contra el Sporting SM en el estadio Los Andes siendo titular hasta el minuto 77.

### Flamurtari FC
El 31 de enero de 2024 fue anunciado como nuevo jugador del Flamurtari Football Club.

## Clubes
| Club             | País     | Año         |
| ---------------- | -------- | ----------- |
| Deportivo Pasto  | Colombia | 2015        |
| Rionegro Águilas | Colombia | 2016        |
| Boyacá Chicó     | Colombia | 2017        |
| 1º Dezembro      | Portugal | 2017 - 2018 |
| CO do Montijo    | Portugal | 2018        |
| 1º Dezembro      | Portugal | 2018 - 2020 |
| Bogotá FC        | Colombia | 2021        |
| Tigres FC        | Colombia | 2021 - 2022 |
| Orsomarso SC     | Colombia | 2023        |
| Tauro FC         | Panamá   | 2023 - act. |

### Estadísticas
| Club                        | Div.          | Temporada     | Liga  | Liga  | Copas nacionales | Copas nacionales | Torneos internacionales | Torneos internacionales | Total | Total |
| Club                        | Div.          | Temporada     | Part. | Goles | Part.            | Goles            | Part.                   | Goles                   | Part. | Goles |
| --------------------------- | ------------- | ------------- | ----- | ----- | ---------------- | ---------------- | ----------------------- | ----------------------- | ----- | ----- |
| Deportivo Pasto · Colombia  | 1.ª           | 2015          | 2     | 0     | 1                | 0                | 0                       | 0                       | 3     | 0     |
| Deportivo Pasto · Colombia  | Total club    | Total club    | 2     | 0     | 1                | 0                | 0                       | 0                       | 3     | 0     |
| Rionegro Águilas · Colombia | 1.ª           | 2016          | 0     | 0     | 0                | 0                | 0                       | 0                       | 0     | 0     |
| Rionegro Águilas · Colombia | Total club    | Total club    | 0     | 0     | 0                | 0                | 0                       | 0                       | 0     | 0     |
| Boyacá Chicó · Colombia     | 1.ª           | 2017          | 0     | 0     | 0                | 0                | 0                       | 0                       | 0     | 0     |
| Boyacá Chicó · Colombia     | Total club    | Total club    | 0     | 0     | 0                | 0                | 0                       | 0                       | 0     | 0     |
| 1º Dezembro Portugal        | 3.ª           | 2017–18       | 23    | 1     | 1                | 0                | 0                       | 0                       | 24    | 1     |
| 1º Dezembro Portugal        | 3.ª           | 2018–19       | 19    | 2     | 0                | 0                | 0                       | 0                       | 19    | 2     |
| 1º Dezembro Portugal        | 3.ª           | 2019–20       | 24    | 2     | 0                | 0                | 0                       | 0                       | 24    | 2     |
| 1º Dezembro Portugal        | 3.ª           | 2020–21       | 1     | 0     | 0                | 0                | 0                       | 0                       | 1     | 0     |
| 1º Dezembro Portugal        | Total         | Total         | 67    | 5     | 1                | 0                | 0                       | 0                       | 68    | 5     |
| Bogotá FC · Colombia        | 2.ª           | 2021          | 10    | 0     | 0                | 0                | 0                       | 0                       | 10    | 0     |
| Bogotá FC · Colombia        | Total         | Total         | 10    | 0     | 0                | 0                | 0                       | 0                       | 10    | 0     |
| Tigres FC · Colombia        | 2.ª           | 2021          | 11    | 0     | 0                | 0                | 0                       | 0                       | 11    | 0     |
| Tigres FC · Colombia        | 2.ª           | 2022          | 30    | 2     | 7                | 0                | 0                       | 0                       | 37    | 2     |
| Tigres FC · Colombia        | Total         | Total         | 41    | 2     | 7                | 0                | 0                       | 0                       | 48    | 2     |
| Orsomarso SC · Colombia     | 2.ª           | 2023          | 15    | 2     | 4                | 0                | 0                       | 0                       | 19    | 2     |
| Orsomarso SC · Colombia     | Total         | Total         | 15    | 2     | 4                | 0                | 0                       | 0                       | 19    | 2     |
| Tauro FC · Panamá           | 1.ª           | 2023          | 4     | 0     | 0                | 0                | 0                       | 0                       | 4     | 0     |
| Tauro FC · Panamá           | Total         | Total         | 4     | 0     | 0                | 0                | 0                       | 0                       | 4     | 0     |
| Total carrera               | Total carrera | Total carrera | 139   | 9     | 13               | 0                | 0                       | 0                       | 152   | 9     |